# إسراء البابلي
إسراء السيد البابلى هي أول طبيبة أسنان بحرينيه  وشرق أوسطية تعانى من فقدان حاسة السمع منذ الولاده في العالم  وأول متحدثة رسمية في الأمم المتحدة من فاقدى السمع.

## نشأتها و تعليمها
ولدت إسراء البابلى في القاهرة و منذ الشهور الأولى لوالدتها اكتشف والداها أنها لا تسمعهم لتتمكن من الاستجابة لهم، و تم عرضها على الأطباء الذين أكدوا أنها مولودة صماء الأذنين حين بلغت عامها الأول، لم يرضى والداها أن تتعلم لغة الإشارة فقط ولكن فضلا أن تعمل على التخاطب فبدأت الذهاب لخبراء التخاطب لمدة عامين، و عند دخولها المدرسة، رفضت المدارس المصرية إلحاقها لعدم تجهيزها بالاهتمام بها، فذهبت للبحرين مع والديها حيث اتمت تعليمها هناك و ظلت ملتحقة بمدرسة التخاطب بعد المدرسة لكل يوم لمدة ثمانية عشر عاما، و التحقت بالمعهد البريطانى لتعلم اللغة الإنجليزية.

## حياتها العملية و التطوعية
تخرجت بتفوق في الثانوية العامة بتقدير 94.6% و رغبت في الالتحاق بكلية طب الأسنان و لم تقبلها سوى جامعة المستقبل في مصر بعد إثبات جدارتها في الالتحاق، و حصلت على بكالوريوس  و ماجستير طب الأسنان، و حاصله علي نوط الامتياز من الدرجه الثانيه الاولي علي الجامعات الخاصه المصريه و أسست العيادة الخاصة بها في مدينة الشروق بالقاهرة، و تع بالإضافة إلى حياتها العملية، تعمل إسراء البابلى مع الأمم المتحدة كمتحدثة رسمية للنساء في مجال العلم، حيث تم إنشاء صندوق إسراء البابلى الدولى للنساء الذين فقدوا حاسه السمع في مجال العلوم و التكنولوجيا في عام 2017.
اسست الدكتورة إسراء البابلي مبادرة "لا للتصنيف، نعم للدمج"، وهي مبادرة إنسانية واجتماعية تهدف إلى تعزيز مبدأ المساواة ودمج الأفراد فاقدين الحواس  في المجتمع دون تصنيفات أو تسميات تميزهم عن غيرهم. تقوم المبادرة على رفض المصطلحات التقليدية مثل "ذوي الهمم" أو "ذوي الإعاقة"، وتدعو إلى التوقف عن استخدام هذه الأوصاف التي قد تكرّس التمييز، حتى وإن كانت بدافع حسن النية.
تنادي المبادرة بأن يعيش الجميع تحت سقف مجتمعي واحد، حيث تُحتَرم الاختلافات دون أن تُستخدم كوسيلة لتقسيم الأفراد أو وضعهم في قوالب معينة. وتؤمن المبادرة بأن الدمج الحقيقي لا يتحقق عبر الخطاب العاطفي فقط، بل من خلال السياسات العملية والتربوية والتعليمية والاجتماعية التي تضمن مشاركة فاعلة لجميع الأفراد بغض النظر عن قدراتهم الجسدية أو الذهنية. 